# Mierów
Mierów – dawna wieś na Ukrainie na obszarze dzisiejszego rejonu radziechowskiego w obwodzie lwowskim. Leżała między Chołojowem (Wuzłowem) a Dmytrowem.
Za II Rzeczypospolitej do 1934 roku wieś stanowiła samodzielną gminę jednostkową w powiecie radziechowskim w woj. tarnopolskim. W związku z reformą scaleniową została 1 sierpnia 1934 roku włączona do nowo utworzonej wiejskiej gminy zbiorowej Chołojów w tymże powiecie i województwie. Po wojnie wieś weszła w struktury administracyjne Związku Radzieckiego.